# Nahunta
Nahunta è una città degli Stati Uniti d'America, situata in Georgia, nella Contea di Brantley, della quale è il capoluogo.